# Zé Sérgio

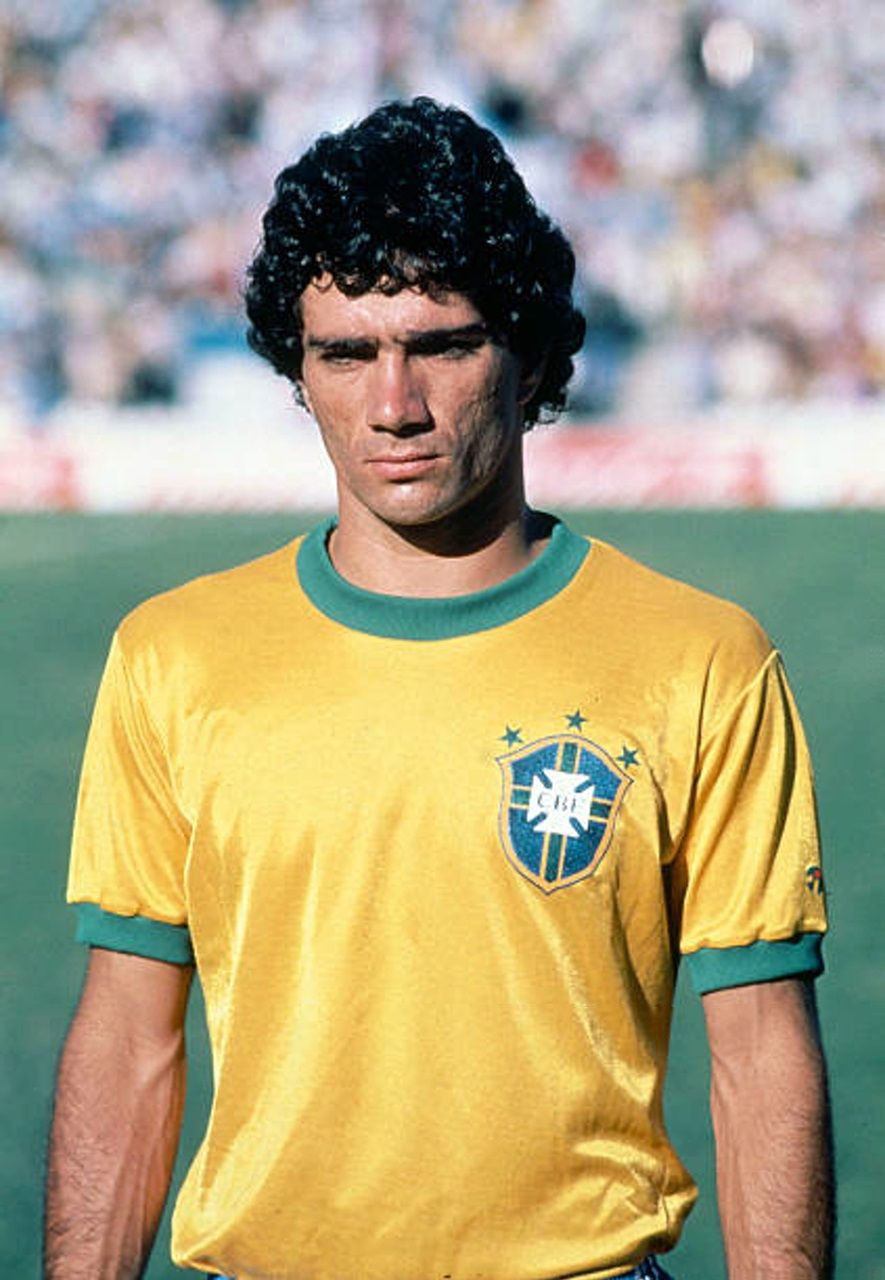
José Sérgio Presti (2020)

José Sérgio Presti, genannt Zé Sérgio, (* 8. März 1957 in São Paulo) ist ein brasilianischer Fußballtrainer und ehemaliger Fußballspieler, der auf der Position des Stürmers gespielt hat.

## Spielerkarriere
Zé Sérgio spielte für FC São Paulo (1977–1984), FC Santos (1984–1986), CR Vasco da Gama (1986–1987) und ließ seine Karriere in der J. League Division 2 bei Hitachi SC (1989–1992) ausklingen. Er gewann die brasilianische Meisterschaft 1977, zweimal die Staatsmeisterschaft von São Paulo (1980 und 1981) und einmal die Staatsmeisterschaft von Rio de Janeiro (1987). 1980 gab er einen auf Stimulanzien positiven Dopingtest ab, wurde aber freigesprochen, weil er von einem Arzt ein Grippemedikament verschrieben bekommen hatte.
Zwischen Mai 1978 und Mai 1981 spielte er fünfundzwanzigmal für Brasilien und schoss fünf Tore. Er stand im Kader für die Fußball-Weltmeisterschaft 1978 und für die Mundialito 1980/81, wo Brasilien Zweiter wurde.

## Trainerkarriere
Nach seiner Karriere trainierte er in Japan ab 1994 bis 1995 den Verein Kashiwa Reysol. Seit 2005 trainiert er Jugendmannschaften seines ehemaligen Klubs FC São Paulo.

## Erfolge
- 2. Platz bei der Mundialito
- Campeonato Brasileiro de Futebol (1): 1977
- Staatsmeisterschaft von São Paulo (2): 1980, 1981
- Staatsmeisterschaft von Rio de Janeiro (1): 1987
- Japan Soccer League Division 2 (1): 1991